# هرپف
هرپف (به آلمانی: Herpf) یک منطقهٔ مسکونی در آلمان است که در ماینینگن واقع شده‌است. هرپف ۹۱۸ نفر جمعیت دارد.